# Molinezja szerokopłetwa
Molinezja szerokopłetwa (Poecilia latipinna) – gatunek słodkowodnej ryby karpieńcokształtnej z rodziny piękniczkowatych (Poeciliidae). 

## Charakterystyka

### Wygląd
Znanych jest wiele odmian hodowlanych, różniących się kolorystyką. Gatunek ten jest bardzo podobny do molinezji żaglopłetwej. Samce osiągają długość 10 cm, samice zaś dorastają do 12–14 cm. Ma dużą, prostokątnokształtną płetwę grzbietową, oraz półkulistą płetwę ogonową. Płetwa odbytowa samców przekształcona jest w gonopodium służące do kopulacji z samicą. Ważnym składnikiem pokarmowym dla tej ryby są rośliny. Wiele z wyhodowanych odmian jest bardzo delikatnych, trudnych do utrzymania. Pierwsze ryby z tego gatunku pojawiły się Europie już w 1913 roku. W Singapurze wyhodowano odmianę o krótkim ciele, zwaną molinezją balonową. Ponadto powszechnie używane akwaria nie nadają się do rozrodu większych gatunków molinezji, ponieważ ryby często ulegają skarłowaceniu, a ich najwspanialsza ozdoba – duża płetwa grzbietowa, rzadko osiąga pożądane rozmiary.

### Występowanie
Wschodnie stany USA i Jukatan w Meksyku. Można je spotkać również w słonawych partiach wód, np. przy ujściach rzek, dlatego przy hodowli w akwarium, należy dodać do wody łyżeczkę stołową soli kuchennej lub morskiej na każde 10 l.

### Pokarm
Żywe larwy komarów: ochotka i wodzień, mniejsze żywe dafnie, również narybek. Mrożone serce wołowe, mrożona ochotka i mrożony wodzień. Pokarmy płatkowe roślinne i suszone dafnie. Można również podawać zmrożone i posiekane dżdżownice. Niezbędny dostęp do pokarmu roślinnego (patrz: spirulina, mrożony szpinak), rybka zjada chętnie glony oczyszczając akwarium.

### Rozmnażanie
Jeżeli tylko utrzymane są odpowiednie parametry wody, rozmnażanie tego gatunku nie sprawia żadnych kłopotów , choć racjonalna hodowla wymaga czasu, cierpliwości oraz znajomości zasad dziedziczenia. Molinezje szerokopłetwe są rybami jajożyworodnymi, samice nie składają ikry, lecz rodzą w pełni ukształtowane młode, gotowe do samodzielnego życia. Do rozmnażania odpowiednia jest nieco wyższa temperatura wody ok. 26°C. Zapłodnienie ma charakter wewnętrzny, samiec dokonuje go za pomocą płetwy odbytowej przekształconej w gonopodium. Tuż przed samym porodem dobrze jest umieścić samicę w specjalnym kotniku akwarystycznym (zanurzanej w zbiorniku plastikowej klatce). W ten sposób narybek zostanie uchroniony przed zjedzeniem przez matkę lub starsze osobniki (kotnik nie jest niezbędny, jeśli w akwarium jest bardzo dużo roślin i mało ryb, ale i tak nawet wówczas trzeba się liczyć ze stratą dużej części młodych )